# Nigeria aux Jeux olympiques d'été de 2004
Le Nigeria participe aux Jeux olympiques d'été de 2004 à Athènes. Il s'agit de leur 13e participation à des Jeux d'été.
La délégation nigériane, composée de 72 athlètes, termine soixante-huitième du classement par nations avec 2 médailles (2 en bronze).

## Liste des médaillés

### Médaillés de bronze
- Olusoji Fasuba, Deji Aliu, Aaron Egbele et Uchenna Emedolu - Athlétisme, relais 4 x 100 m messieurs
- Saul Weigopwa, Musa Audu, James Godday et Enefiok Udo-Obong - Athlétisme, relais 4 x 400 m messieurs

## Engagés par sport

### Athlétisme

#### Hommes
| Athlète         | Epreuve    | Séries   | Séries | Quarts de finale | Quarts de finale | Demi-finales | Demi-finales | Finale   | Finale  |
| Athlète         | Epreuve    | Résultat | Rang   | Résultat         | Rang             | Résultat     | Rang         | Résultat | Rang    |
| --------------- | ---------- | -------- | ------ | ---------------- | ---------------- | ------------ | ------------ | -------- | ------- |
| Uchenna Emedolu | 100 mètres | 10.22    | 2e     | 10.15            | 3e               | 10.35        | 8e           | Eliminé  | Eliminé |